# Kamila Andini

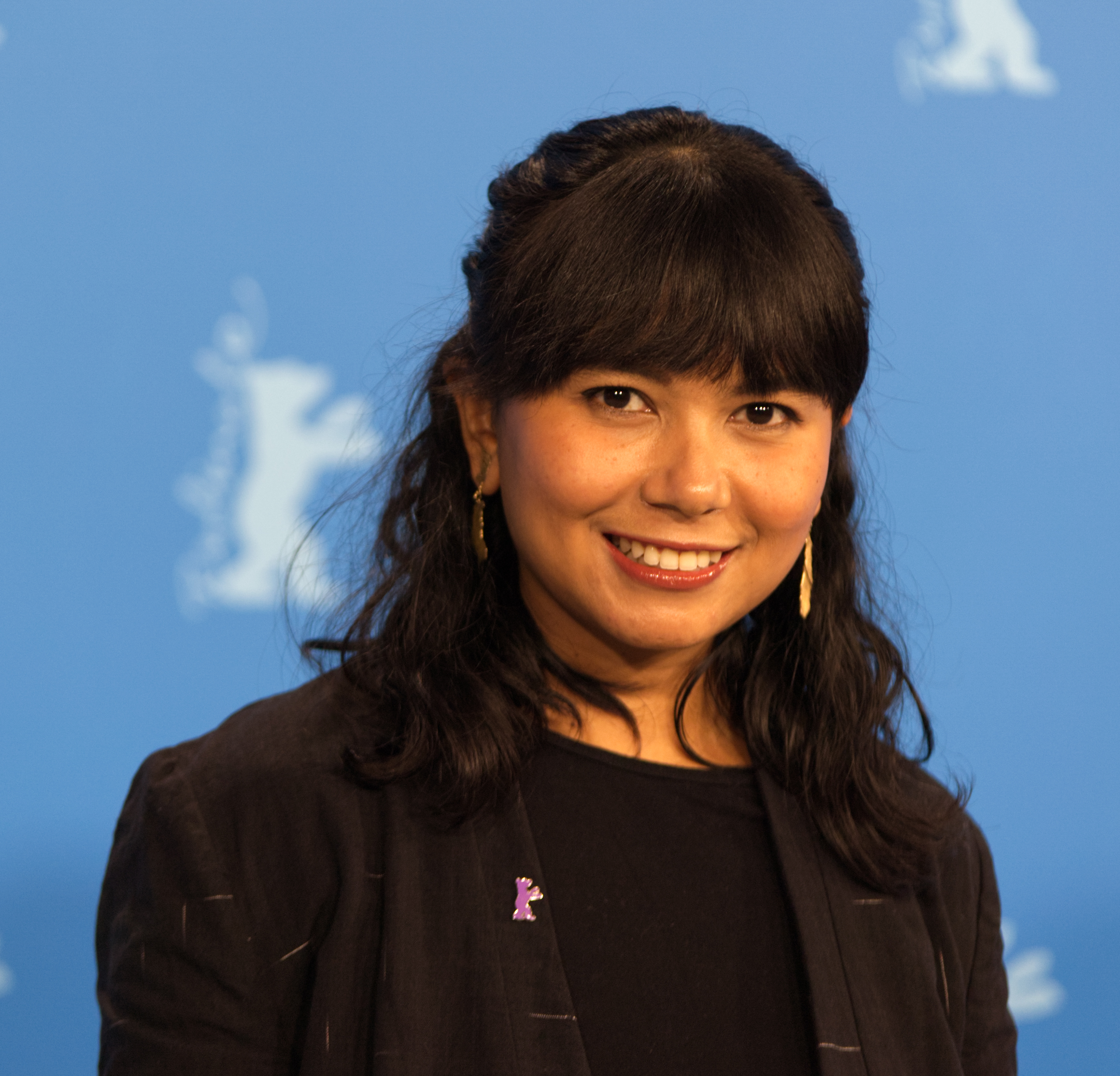
Kamila Andini, Berlinale 2022

Kamila Andini (* 6. Mai 1986 in Jakarta) ist eine indonesische Filmregisseurin, Drehbuchautorin und Filmproduzentin.

## Leben
Kamila Andini wurde 1986 als älteste Tochter des Filmemachers Garin Nugroho in Jakarta geboren. Sie studierte Soziologie und Medienkunst an der Deakin University in Melbourne.
Nach ihrer Rückkehr nach Indonesien begann Andini als Regisseurin zu arbeiten, anfänglich bei Musikvideos für Gruppen wie Ungu und Slank und für Dokumentationen über Musik und das Meer. Im Jahr 2009 begann sie mit der Produktion ihres ersten Spielfilms, The Mirror Never Lies. Der Film wurde 2012 bei den Filmfestspielen Berlin gezeigt und erhielt zahlreiche Auszeichnungen. Im Mai 2012 begann sie mit der Arbeit an ihrem zweiten Spielfilm. The Seen and the Unseen (Originaltitel Sekala Niskala), ein von der Kritik gefeiertes Werk über junge balinesische Zwillinge, von denen einer im Sterben liegt, wurde erstmals im September 2017 beim Toronto International Film Festival gezeigt und einige Monate später bei den Filmfestspielen in Berlin vorgestellt.
Andinis Film Yuni feierte 2021 beim Toronto International Film Festival seine Premiere. Yuni wurde von Indonesien als Beitrag für die Oscarverleihung 2022 in der Kategorie Bester Internationaler Film eingereicht. Im Jahr 1999 war der Film Daun di Atas Bantal ihres Vaters eingereicht worden.
Im Jahr 2022 erhielt sie für ihren Spielfilm Before, Now & Then eine Einladung in den Wettbewerb der 72. Berlinale.
Seit März 2012 ist Andini mit dem Regisseur Ifa Isfansyah verheiratet.

## Filmografie
- 2011: Laut Bercermin (Regie und Drehbuch)
- 2015: Sendiri Diana Sendiri (Kurzfilm, Regie und Drehbuch)
- 2017: The Seen and the Unseen (Sekala Niskala, Regie, Drehbuch und Produktion)
- 2019: Angel Sign (Regie)
- 2021: Yuni (Regie und Drehbuch)
- 2022: Before, Now & Then (Nana, Regie und Drehbuch)

## Auszeichnungen
Internationale Filmfestspiele Berlin
- 2012: Nominierung für den Kristallbär in der Sektion Generation Kplus (Laut Bercermin)
- 2018: Auszeichnung mit dem Großen Preis der internationalen Jury in der Generation Kplus (The Seen and the Unseen)
- 2018: Nominierung für den Kristallbär in der Sektion Generation Kplus (The Seen and the Unseen)

Toronto International Film Festival
- 2017: Nominierung für den Platform Prize (The Seen and the Unseen)
- 2021: Auszeichnung mit dem Platform Prize (Yuni)